# Charlotte von Savoyen

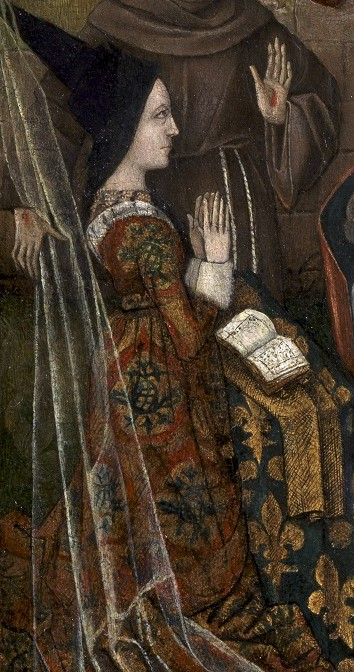
Darstellung Charlottes von Savoyen von etwa 1472

Charlotte von Savoyen (französisch Charlotte de Savoie, italienisch Charlotte di Savoia, * 11. November 1441; † 1. Dezember 1483 auf Schloss Amboise) war durch Heirat mit Ludwig XI. von 1461 bis zu dessen Ableben im Jahr 1483 Königin von Frankreich. Bis zum Tod ihres Schwiegervaters Karl VII. teilte sie das Exil ihres Mannes in Brabant, ehe sie mit diesem nach Frankreich zurückkehren konnte. Ab Ende der 1460er Jahre lebte sie recht bescheiden und zurückgezogen im Schloss Amboise.

## Familie
Charlotte war das sechste von insgesamt 18 Kindern des Herzogs Ludwig von Savoyen und dessen Frau Anne de Lusignan aus der Familie der zypriotischen Ramnulfiden. Sie hatte über ihre Eltern familiäre Verbindungen zum Königshaus von Zypern und dem Herrscherhaus von Burgund.
Charlotte heiratete am 9. März 1451 den französischen Kronprinzen Ludwig, der 1461 als Ludwig XI. König von Frankreich wurde. Mit ihm hatte sie sieben oder acht Kinder, von denen aber nur drei das Erwachsenenalter erreichten:
- Joachim (* 15. Juli 1459;[3] † 29. November 1459)
- ein Kind (* Juli 1460; † 1460)[4]
- Anne (* April 1461; † 14. November 1522), ⚭ 1474 Pierre de Beaujeu
- Jeanne (* 22. oder 23. April 1464; † 4. Februar 1505), ⚭ 1476 Louis dʼOrléans, König von Frankreich
- François (*/† 4. Dezember 1466)
- Charles VIII. (* 30. Juni 1470; † 7. April 1498), König von Frankreich
- François (* 3. September 1472;[3] † Juli 1473)

In der Nouvelle histoire généalogique wird dem Königspaar zudem ein erster Sohn namens Ludwig zugeschrieben, der im Oktober 1458 in Genappe geboren worden sein soll. Da aber keine Archivale bekannt ist, welche die Existenz dieses Kindes bestätigt, geht die neuere Forschung von einem Fehler der Autoren aus.

## Leben
Ihre frühe Kindheit verbrachte Charlotte von Savoyen zwischen 1444 und 1447 gemeinsam mit ihrer älteren Schwester Margarete und fünf Brüdern meist in Gaillard in der Nähe von Genf. Ihre Eltern sah sie in jener Zeit kaum. Im Mai 1447 erfolgte dann ein Umzug nach Thonon-les-Bains. Bereits im Alter von einem Jahr wurde Charlotte mit Friedrich, dem ältesten Sohn des sächsischen Kurfürsten Friedrich II., verlobt. Der entsprechende Heiratsvertrag datiert auf den 11. März 1443. Dieser Vertrag wurde aber aufgelöst, denn am 14. Februar 1451 unterzeichneten die Beauftragten des französischen Dauphins Ludwig und Vertreter des savoyardischen Herrscherhauses in Genf einen anderen Heiratsvertrag, der die Hochzeit Charlottes mit dem Thronfolger Frankreichs vereinbarte. Eigentlich hätte Ludwig eine Schwester seiner ersten Frau Margarete von Schottland heiraten sollen, doch politische und finanzielle Gründe ließen ihn diese Vereinbarung aus seinem ersten Ehevertrag vergessen. Charlotte wurde mit einer Mitgift in Höhe von 200.00 Écus ausgestattet. Im Gegenzug sicherte ihr Verlobter ihr bis zum Vollzug der Ehe eine Pension von 5000 Écus zu und sah für sie ein Wittum in Höhe von 10.000 Écus vor. Ludwigs Vater, der französische König Karl VII., war jedoch strikt gegen diese Verbindung, denn er hielt die erst neunjährige Braut für zu jung und sah für das französische Königshaus keine politische Notwendigkeit für diese Ehe, weil schon Ludwigs Schwester Jolande mit Amadeus, dem ältesten Sohn des Herzogs von Savoyen, verlobt war.

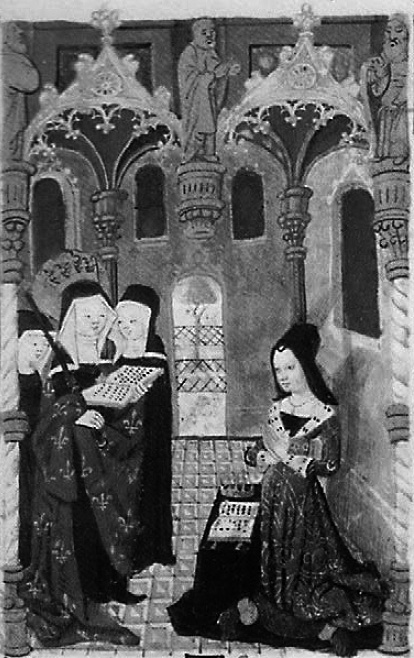
Darstellung Charlottes (rechts) auf einer Miniatur des 15. Jahrhunderts

Ludwig ließ sich jedoch nicht von seinen Heiratsplänen abbringen. Am 9. März 1451 heiratete Charlotte in der Kapelle des Schlosses Chambéry den wesentlich älteren französischen Thronfolger und wurde seine zweite Frau. Die Braut war erst neun, der Bräutigam 27. Mit Rücksicht auf das noch kindliche Alter Charlottes wurde mit dem Vollzug der Ehe aber bis 1457 gewartet. Karl VII. versuchte noch, die Eheschließung zu verhindern, indem er einen Abgesandten nach Chambéry schickte, doch dieser vermochte nichts auszurichten. Das frisch vermählte Paar verließ Savoyen direkt nach der Hochzeit und nahm Residenz in Ludwigs Stammland, der Dauphiné. Dort unterhielt Charlotte bereits einen kleinen eigenen Hofstatt, der mindestens 16 Personen umfasste, in späterer Zeit aber beträchtlich anwuchs. Da ihr Mann aber weiterhin gegen seinen Vater opponierte, rückte dieser im Sommer 1456 mit Truppen auf die Dauphiné vor, und Ludwig floh ins Exil nach Brabant an den Hof Philipps des Guten. Seine jugendliche Frau ließ er zunächst in Frankreich zurück, ließ sie jedoch einige Wochen später folgen. Im Juli 1457 traf Charlotte ihren Mann in Namur wieder. Von dort begab sich das Paar nach Genappe in die Nähe von Brüssel und bezog die dortige Burg. Die beiden blieben dort bis zum Tod von Charlottes Schwiegervater und vertrieben sich die Zeit mit Jagden und Empfängen, um freundschaftliche Kontakte zu ortsansässigen Adeligen zu knüpfen.
Als Ludwigs Vater im August 1461 verstorben war, begab sich Charlotte gemeinsam mit ihrem Mann nach Reims, um an der Krönung Ludwigs am 15. August dabei zu sein. Sie selbst wurde an diesem Tag jedoch nicht gekrönt. Es ist nicht einmal überliefert, ob Charlotte überhaupt zur Königin gesalbt wurde. In den ersten Jahren nach seiner Thronbesteigung begleitete sie Ludwig oft auf seinen Reisen. Wenn sie nicht unterwegs war, hielt sie sich meist auf Schloss Amboise auf, der bevorzugten Residenz ihres Mannes, ehe er das Schloss Plessis-lès-Tours für sich entdeckte. Ab 1469 hielt sich Charlotte fast ausschließlich in Amboise auf, um sich dort um die Erziehung ihrer Töchter und anderer weiblicher Familienmitglieder zu kümmern, denn viele Verwandte gaben ihre Töchter in die Obhut Charlottes. So wuchsen zum Beispiel ihre jüngeren Schwestern Maria und Bona am Hofe Charlottes auf, und auch ihre Nichten Anna und Luise erhielten eine Erziehung in Amboise. Anfänglich sorgte sie auch für die Erziehung des Thronfolgers Karl, doch als dieser acht Jahre alt war, wurde er dem Einfluss seiner Mutter entzogen. Er blieb zwar im gut bewachten Amboise, doch wuchs Karl anschließend unter der Aufsicht männlicher Erzieher auf. Den König sahen Charlotte und ihre Kinder nur noch bei seinen seltenen Besuchen in Amboise.

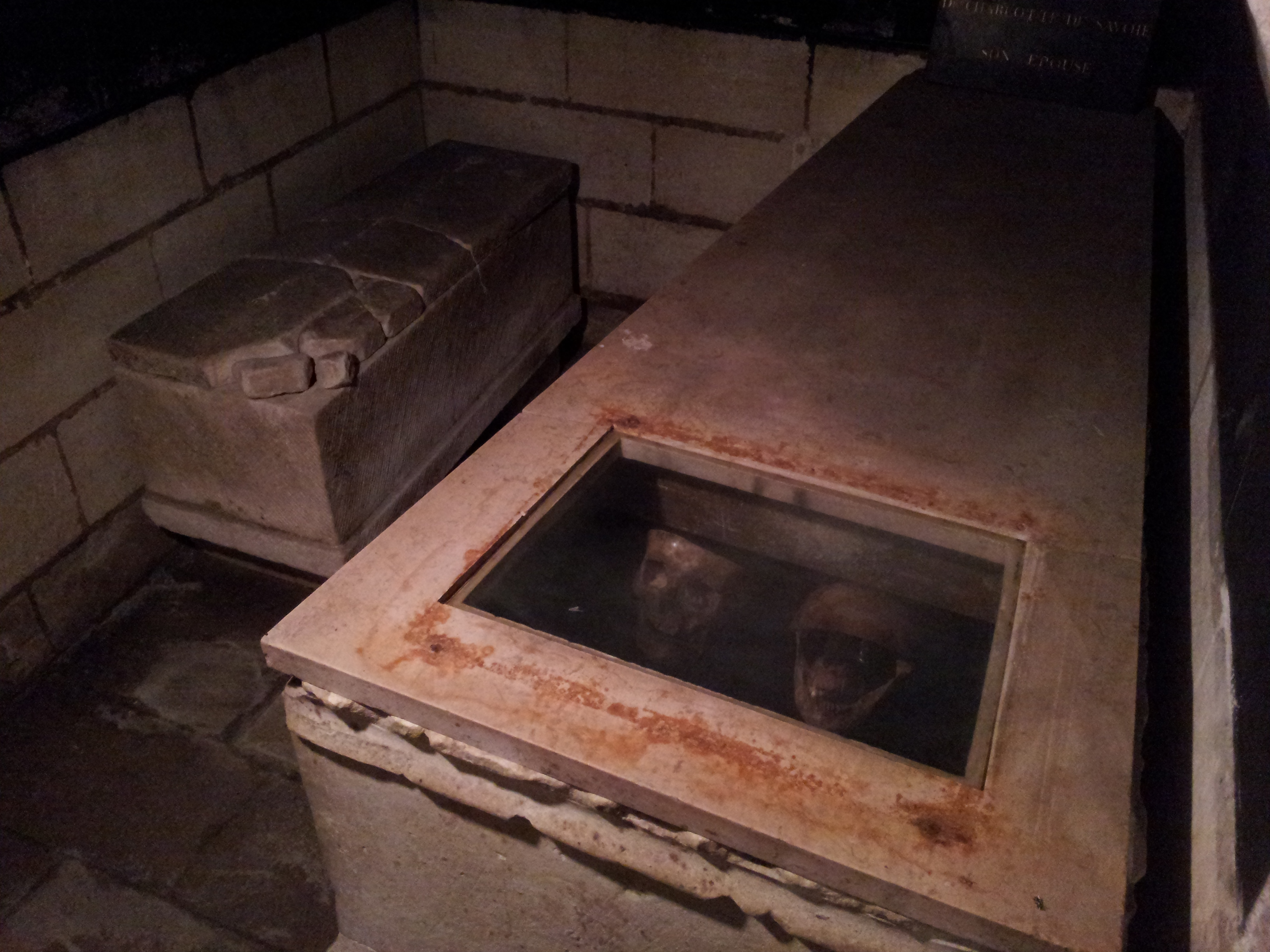
Grablege Charlottes und ihres Mannes Ludwig XI.

Der Einfluss der Königin auf das politische und gesellschaftliche Geschehen in Frankreich war nur gering, denn Ludwig XI. war zeit seines Lebens darauf bedacht, mit niemandem seine Macht zu teilen. So spielte Charlotte zwar keine große Rolle in der Politik, war aber bei offiziellen Anlässen als Repräsentantin Frankreichs und des Königshauses zugegen. Außerdem fungierte sie regelmäßig als Unterhändlerin für Verwandte und Vermittlerin zwischen ihrem Mann und seinen zahlreichen Kontrahenten. Als Ludwig im August 1483 starb, beanspruchte Charlotte mit Unterstützung ihres Schwagers François I. d’Orléans-Longueville, dem Ehemann ihrer Schwester Agnes, die Vormundschaft für ihren noch unmündigen Sohn Karl und trat damit in Konkurrenz zu ihrer eigenen Tochter Anne, die ebenfalls die Regentschaft für ihren noch nicht volljährigen Bruder ausüben wollte. Noch ehe der Konflikt zwischen den beiden Frauen beigelegt werden konnte, starb Charlotte von Savoyen nach nur dreimonatiger Witwenschaft am 1. Dezember 1483 in Amboise an einer Krankheit, von der kaum etwas bekannt ist. Weil die Chronisten berichteten, dass sie seit September an einem schlimmen Husten gelitten hat, wird vermutet, dass es sich um eine Lungenkrankheit gehandelt haben könnte. Ihr wurde ein aufwändiges und kostspieliges Begräbnis zuteil, bei dem ihr Leichnam zuerst drei Tage lang öffentlich im Schloss Amboise aufgebahrt wurde, um anschließend noch einmal in einem geschlossenen Sarg in der Kirche Saint-Florentin aufgebahrt zu werden. Das Gotteshaus wurde dafür zu einem großen Teil mit kostbaren schwarzen Stoffen ausgehangen und durch hunderte von Kerzen beleuchtet. Am 10. Dezember startete – begleitet von acht Mönchen, 100 dafür bezahlten Klagenden, ihrem gesamten Hofstaat sowie weiblichen Verwandten – ihr Leichenzug nach Cléry (heute Cléry-Saint-André), wo Charlotte von Savoyen am 14. Dezember 1483 neben ihrem Mann in der Kirche Notre-Dame de Cléry beigesetzt wurde. Ihr Herz und ihre Eingeweide wurden in der Kirche Saint-Florentin in Amboise bestattet.

## Das Bild Charlottes in Forschung und Literatur
Zeitgenossen beschrieben Charlotte von Savoyen als klein und brünett sowie geduldig, zurückhaltend, bescheiden und sehr fromm. Nach den moralischen Vorstellungen ihrer Zeit verbrachte sie ihr Leben geradezu vorbildhaft: tugendsam, ihrem Ehemann treu ergeben und wohltätig. Die Königin hatte ein großes Interesse für Malerei, Musik und Literatur. Ihr Vorliebe für Bücher schlug sich in einer über 100 Werke umfassenden persönlichen Bibliothek wieder, deren Großteil sich heute im Bestand der Bibliothèque nationale de France und im Musée Condé im Schloss Chantilly wiederfindet.
In historiographischen Werken wurde Charlotte bis in das 19. Jahrhundert meist als verarmte und als von ihrem kontrollbesessenen Ehemann von der Öffentlichkeit isolierte Frau dargestellt. Dieses Bild wurde durch Brantômes Werk Vies des dames galantes et des dames illustres in Europa weiterverbreitet. Die Darstellungen gelten heute jedoch als stark übertrieben. Fakt ist, dass die Königin – genau wie Ludwig XI. selbst auch – ein sehr bescheidenes Leben führte. Zwar umfasste ihr Hofstaat im Jahr 1483 immerhin über 137 Personen, doch war dies im Vergleich zu anderen französischen Königinnen ein eher kleiner Haushalt. Die Behauptungen, dass sie unter chronischer Geldnot litt und ein Leben in Armut fristen müsse, waren jedoch nicht wahr. Erhaltene Einnahmenaufstellungen zeigen, dass sie über eine jährliche Pension von mehr als 32.000 Livres verfügen konnte. Nach dem Tod ihres Mannes standen Charlotte durch ihr großes Wittum sogar noch wesentlich mehr Einkünfte zur Verfügung. Trotzdem besaß die Königin bei ihrem Tod nur wenige wertvolle Schmuckstücke und hinterließ Schulden in Höhe von mindestens 7278 Livres.